# Тан пин
Тан пин (кит. упр. 躺平, пиньинь Tǎng Píng, буквально: «лежать плашмя») — китайский сленговый неологизм, описывающий добровольный отказ человека от переработок и «сверхдостигательства». Примером популярности тан пин является скандальная система «996», означающая работу с 9 утра до 9 вечера шесть дней в неделю, приводящая к «работе в поте лица ради ничего». Тан пин является противодействующим ответом на эти вызовы, означающим, что человек выбирает обычную, размеренную жизнь, не жертвуя собственным здоровьем.
Тан пин можно рассматривать как контркультуру, социальное движение и форму протеста и можно сравнить с американской культурой хиппи или японским явлением хикикомори, однако тан пин имеет свои особенности и отличия, поэтому эти термины нельзя считать равнозначными. В то время как хикикомори — добровольная изоляция человека и отказ выходить из дома, тан пин предусматривает выполнение работы, но только необходимой (так называемая «итальянская забастовка»), предполагая упрощение поставленных целей и выполнение дел только для собственных нужд, ставя душевное здоровье над материальными благами.

## Происхождение
Первое упоминание этого термина появилось в феврале 2020 года, в начале пандемии коронавируса, в китайском интернете. Само движение зародилось в апреле 2021 года после поста Луо Хуажонга (под псевдонимом «Добросердечный путешественник») на форуме Baidu Tieba, в котором он обсуждал причины для выбора сдержанного, минималистического стиля жизни. В 26 лет Луо уволился с завода, так как чувствовал себя опустошённым из-за него. После этого он проехал 2100 километров на велосипеде, а затем вернулся домой в Цзянде. Своё свободное время он тратил на изучение философии, работая разнорабочим и беря деньги из накоплений.
Сам Луо пишет:

Я могу просто спать в бочке и наслаждаться солнечными ванными как Диоген, или жить в пещере как Гераклит и думать о «логосе». Так как здесь никогда не было тенденции размышлений, что возвышает субъективность человека на этой земле, я могу создать эту тенденцию для себя. Лежать пластом — моё мудрое движение, только лежание может сделать людей измерением всех вещей.
История Луо быстро стала вирусной в социальных сетях. Замысел был расхвален и распространён благодаря множеству интернет-мемов, которые даже описывали его как некое оккультное движение. Бизнес-журнал ABC Money утверждал, что возросшее внимание к тан пину было «связано с быстрорастущим молчаливым большинством китайских миллениалов, разочарованных в „Китайской мечте“, которая поощряет проведение жизни на усердной работе и жертвы, связанные с нею». При этом «китайская мечта» не приносит какого-либо удовольствия от жизни, что породило клише, что «Лежащий лук плохо собирать».

## Ответ общества и государства
Коммунистическая партия Китая быстро начала отвергать это движение. Китайский интернет-регулятор приказал онлайн-платформам «строго пресекать» посты, связанные с тан пином, а также удалил оригинальный пост Луо и группу, связанную с движением. Продажа мерчендайза по тан пину в сети запрещена.
В мае 2021 года китайское государственное СМИ выпустила статью о том, что это движение является «позорным». В том же месяце комментатор новостей Бай Янсонг порицал подобное сдержанное мышление, за что тысячи людей отрицательно высказались в свою сторону. В октябре того же года генеральный секретарь Китая Си Цзиньпин призвал в своей статье к избежанию инволюции и тан пина.
Провластная газета Гуанмин Жибао, однако, написала, что тан пин не должен быть отвергнут без каких-либо задних мыслей, ибо если Китай хочет развить усердие в современном поколении, то он должен сперва повысить уровень жизни в стране. Хуанг Пин — профессор литературы, который изучал юношескую культуру — заявил, что официальные СМИ могут быть обеспокоены таким необычным образом жизни, так как он является потенциальной угрозой работоспособности, но «ведь люди это не инструменты для создания вещей… когда ты не можешь догнать развивающееся общество — к примеру, со взлетевшими ценами на жильё — тан пин является самым благоразумным выбором».